# Machine (Imagine Dragons)
Machine è un singolo del gruppo musicale statunitense Imagine Dragons, pubblicato il 31 ottobre 2018 come terzo estratto dal quarto album in studio Origins.

## Descrizione
Il brano, strutturato da potenti percussioni e riff di chitarra elettrica, parla del trovare il coraggio di vivere al di fuori della scatola dove gli altri cercano di rinchiuderti.

## Tracce
Testi e musiche degli Imagine Dragons e Alex da Kid.
1. Machine – 3:01

## Classifiche
| Classifica (2018)  | Posizione massima |
| ------------------ | ----------------- |
| Stati Uniti (rock) | 17                |